# Nimbo (araldica)
In araldica il termine nimbo indica l'aureola, sottile filetto circolare generalmente d'oro, posta intorno alla testa di santi o aquile imperiali. Spesso è indicato anche come nimbo di gloria.

## Traduzioni
- Francese: nimbe
- Inglese: nimbus o halo
- Tedesco: Nimbus o Heiligenschein
- Spagnolo: nimbo
- Olandese: nimbus